# Laure Martin
 (octobre 2012).
Si vous disposez d'ouvrages ou d'articles de référence ou si vous connaissez des sites web de qualité traitant du thème abordé ici, merci de compléter l'article en donnant les références utiles à sa vérifiabilité et en les liant à la section « Notes et références ».
Laure Martin, née à Nantes le 7 avril 1910 et morte dans sa ville natale le 11 janvier 1994, est une artiste peintre française du XXe siècle.

## Biographie
Elle rentre à l’École des Beaux-Arts de Nantes, où elle devient l'élève de Paul Deltombe, fondateur du Salon d'Automne. Elle se lie d'amitié avec ses condisciples Paul Durivault, Jacques Philippe, Michel Noury et Henry Leray, qu'elle épousera. En tant qu'artiste nantaise, elle est exposée plusieurs fois au Musée des beaux-arts de Nantes.
À partir de 1970, elle fait partie du groupe Archipel avec huit autres artistes nantais (Jean Billecocq, Louis Ferrand, Jorj Morin, Dominique Chantreau, Maurice Cadou Rocher, Henry Leray, Arnault Saint Loubert-Bié et Michel Noury).

## Reconnaissance
Le musée des beaux-arts de Nantes possède trois de ses œuvres.